# キャプテン・ファルコン
- F-ZEROシリーズ > F-ZEROの登場人物 > キャプテン・ファルコン
- F-ZERO ファルコン伝説 > F-ZEROの登場人物 > キャプテン・ファルコン

キャプテン・ファルコン（Captain Falcon）は、任天堂のコンピュータゲーム『F-ZERO』シリーズおよびテレビアニメ『F-ZERO ファルコン伝説』に登場する架空のキャラクター。

## 概要
『F-ZERO』シリーズの主人公。超高速マシンレース「F-ZERO」のレーサーであり、パイロットとしての腕は超一流で、凄腕のバウンティハンター（賞金稼ぎ）としても有名とされている。
割れ顎かつ筋骨隆々の男性で、その肉体に張り付いたようなアメリカン・コミックスのヒーローを思わせる（アメコミ風のデザインは『F-ZERO』全体に共通する要素である）デザインのボディスーツを着ている。シンボルマークであるハヤブサ（ファルコン）をあしらったエンブレムが額部に付き、目元を隠すバイザーの付いたジェット形のヘルメットを着用している。バイザー部分には『F-ZERO X』から白い目の模様が追加されている。ヘルメットを外すと左目に傷が確認できるが、原因は明かされていない（アニメ版でも確認でき、こちらは相当に格好悪い理由でできた傷であるということが「バートのF-ZERO教室」最終回で間接的に触れられている）。
後述のようにアニメ版ではゲーム版本編とは異なる設定と、アニメ版オリジナルの生い立ちが与えられている。
元々はスーパーファミコンのイメージキャラクターとして作られたキャラクターであったが、初代『F-ZERO』のパッケージを作る際にキャプテン・ファルコンを使用したところ、スタッフから好評だったこともあり、そのまま『F-ZERO』シリーズのキャラクターとなった経緯がある。

## 人物
一人称と年齢は作品ごとに異なる。

### 『F-ZERO』本編（ゲーム版）
取扱説明書においてキャラクターの詳細と活躍が記載されているが、ゲーム画面上には一切登場しない。年齢は不明。一人称は「俺」。腰に装備した光線銃を使用しているのはこの作品のみである。

### 『F-ZERO X』
キャラクターデザインが変更され、以後はこの姿をベースにデザインされている。この時から、現在の筋肉がはっきり映る姿になっている。年齢は36歳。一人称は「私」。マスタークラス優勝後にヘルメットを脱いで素顔を見せると共に引退宣言をしているが、『F-ZERO GX』ではまだ現役を続けることを明らかにしている。
実写で製作されたテレビCMでは、報道陣のカメラを押し退ける一方、少年ファンには目線を合わせたサムズアップで応えるという人物として描かれていた。

### 『F-ZERO GX』
担当声優はエリック・ケルソー。一人称は「オレ」。年齢は37歳。
ブラックシャドーがF-ZERO GXグランプリに出場すると聞き、自らの秘密基地で特訓を重ねるのち（第1話）、ファルコンは賞金首を追って惑星レッドキャニオンに赴く。しかし寸でのところでサムライ・ゴローに邪魔され賞金首を逃がしてしまう（第2話）。
気晴らしにバーに寄ると、そこで老パイロットのシルバー・ニールセンに賭けレースに出るよう頼まれ、キャプテン・ファミコンという名前で半ば強引にレースに出ることとなった。そしてファルコンは優勝。大量の賞金をニールセンから貰い受け取ろうとしたが、テレビでブラックシャドーが暴れているというニュースを聞き、賞金を受け取らず発電所へ急行した（第3話）。
発電所へと急ぐ中、マイケル・チェーン率いる宇宙暴走族「ブラディーチェーン」に行く手を阻まれてしまう。しかし、持ち前のテクニックでなんとか危機を脱した（第4話）。
宇宙暴走族の猛攻を潜り抜け、なんとか発電所に到着したファルコンであったが、既に発電所は壊滅状態となっていた。さらにそこで発見した負傷者のジョン・タナカからジョディ・サマーがまだ発電所の中にいると聞き、単身で発電所の内部に潜入、ジョディを救出した（第5話）。
ブラックシャドーを見つけ彼にレースを挑もうとするが、ブラッド・ファルコンとの連携により両手両足を縛られた上、マシンに一定の速度以下に達すると爆発する爆弾を仕掛けられてしまう。しかし幸運にも鉄筋に爆弾が当たりその衝撃で爆弾を外すことに成功、九死に一生を得る（第6話）。その後F-ZERO GXグランプリが開催され、そこでブラックシャドーやブラッドファルコンを負かし優勝。そしてファルコンにチャンピオンベルトが贈呈されたが、その瞬間謎の異空間からデスボーンと名乗る男が出現した。彼は裏世界のグランプリ王者で、悪の帝王ブラックシャドーからも恐れられる存在だった。デスボーンはブラックシャドーを軽々と次元の狭間へと消してみせた。その後お互いのチャンピオンベルトを賭けて明日統一戦を行おうとファルコンへ宣戦布告し、姿を消す（第7話）。
次の日、ファルコンはBS団のアジトへと赴いた。そこで待っていたデスボーンと1対1のレースを行い、なんとかデスボーンを倒す。すると、自身とデスボーンのチャンピオンベルトは一つに合体し、「究極のチャンピオンベルト」となり、悪の手からこのベルトを守るため勝ち続けることを誓う（第8話）。デスボーンを倒したファルコンはその後平穏な日々を送っていたが、ある日究極のチャンピオンベルトからクリエイターと名乗る3体の霊体のような謎の生命体がファルコンを異空間「ファントムロード」へと誘い、勝負を仕掛けてきた。そしてファルコンは全ての創造主であるクリエイターを倒すことに成功。宇宙の危機を救ったファルコンはヘルメットを脱ぎ、どこかへと去って行った（第9話）。

### 小説『F-Zero…そしてスピードの神へ』
双葉社ファンタジーノベルシリーズ、尾崎克之著者の小説。キャプテン・ファルコンが登場している。
2565年度F-ZEROグランプリシリーズ総合チャンピオンとなり、当シリーズをもって引退宣言。グランプリ開催以来の大記録を達成し、その栄誉を讃えられビッグコスモス総裁、リヒターからコスモ・バロンの爵位を授かるが10年後、突如爵位を返上している。

## 『F-ZERO ファルコン伝説』（アニメ版）での設定
担当声優は田中秀幸。
ゲームと同じく謎多き一流のレーサーにして賞金稼ぎとして登場。原作と同じく寡黙な性格であまり多くを語らないが、主人公のリュウ スザク率いる高機動小隊を影から支援する頼もしい存在。ブラックシャドーの野望を止めるため、ダークミリオンと激しい火花を散らしている。
その正体はリュウの行きつけのカフェテリア「ファルコンハウス」のマスター、バート・レミング。また、本名はアンディ・サマーであり、ジョディ・サマーの兄である。
「キャプテン・ファルコン」とは彼が身を隠し、F-ZEROパイロット兼賞金稼ぎとして活動するための姿である。最終回ではファルコンパンチ（この技はもともと『大乱闘スマッシュブラザーズ』シリーズでの技。アニメでは炎ではなく青い電気のようなエネルギーを纏っている）でブラック シャドーを道連れに消滅した。アンディの消滅後は、世界を救ったリュウが新たに二代目としてキャプテン・ファルコンの名を襲名することになる。
なお、アニメ版におけるキャプテン・ファルコンの名は「アンディ・サマーの個人名ではなく、遥か昔から受け継がれてきた正義の味方の称号」と勘違いされがちだが、実際は作中で昔から受け継がれてきたということは明言されておらず、同アニメのゲーム版である『F-ZERO CLIMAX』の任天堂公式ガイドブックにて「リュウが二代目キャプテンに」と明言されており、アンディが初代キャプテン・ファルコンであり、元々はアンディの個人名であることが判明している。
キャプテン・ファルコンとして活動を開始する前の彼は銀河連邦警察に所属していたのだが、銃撃戦時にゾーダが発射したバズーカの弾からジョディを庇って殉職したとされており、ジョディも即死は免れたが爆撃で身体の大半をサイボーグ化するほどの重傷を負っていた。そのため、再生治療やサイボーグ化などを受けたとみられるが、それに関しては一切明かされなかった。
ファルコンの時は寡黙な印象が強いが、バートの時は穏やかで人当たりが良く、紳士的な態度を見せている。ただしエンディングコーナーの「バートのF-ZERO教室」ではナルシストな性格で、ブラック シャドーのことを異常なまでに毛嫌いしていることが窺える（同じ悪党で、かつ自分と妹の因縁の相手であるはずのゾーダのことは面白い人と言っており、ブラック シャドーへの嫌悪は悪への憎しみというよりは私怨に近い）。なお、同コーナーでは本編で正体が明かされた後も自身がファルコンだとは一切言わなかった（ただし前述のようにナルシストのため、あからさまにファルコンを褒め称えている）。絵は上手くはない。
好物は納豆であり、嫌いな食べ物はシイタケ。

## 大乱闘スマッシュブラザーズ
シリーズ第1作から全作品に登場している。原作では初代『F-ZERO』の取扱説明書にキャプテン・ファルコン本人の戦闘描写が存在するが、使用する技全てがスマブラオリジナル技となっている。腰に装備した銃は全く使用せず、炎を纏った「ファルコンパンチ」や「ファルコンキック」に代表される肉弾戦のみで戦う。シリーズを通してパワーとスピードの両方を併せ持っており、特に走行速度は全キャラクターの中でもトップクラスである。一方で、ワザの隙が大きく設定されているものが多く、癖の強いキャラクターとなっている。
声優は堀川りょうが担当している。なお、堀川によるゲーム内音声の収録が行われたのはシリーズ第1作目の時のみであり、以降の作品では全てその時に収録した音声を流用している。なお、『スマブラSP』におけるミェンミェン参戦ムービーでは第1作目以来の新規収録が行われている。
また、『スマブラ』シリーズの生みの親である桜井政博がキャプテン・ファルコンに「ちょっと勘違いしたアメリカンヒーロー」（これは「やる気が空回りするヒーロー」という意味である）という個性を付けていることが判明している。
ニンテンドウオールスター!大乱闘スマッシュブラザーズ
隠しキャラクターとして登場。
本作ではホームステージが存在しないため、チャレンジマッチでは『メトロイド』シリーズのサムスのホームステージ「惑星ゼーベス」で戦う。
カラーリングは、原作どおりの配色のほかに、黒・赤・白・緑・水色が用意されており、灰色は『F-ZERO X』のCMに登場した実写版ファルコンがモデルで、赤はクローンであるブラッド・ファルコンがモデル。
大乱闘スマッシュブラザーズDX
初期キャラクターとして登場。ホームステージも本作から登場している。
横必殺技「ファルコンナックル」が追加された他、スマッシュ攻撃などの各種攻撃技が前作から変更されている。
本作以降、オリジナル要素として背中に原作での愛機「BLUE FALCON」をイメージしたエンブレムが描かれている。
この『DX』と『X』におけるファルコンの固有要素として、接近武器のアイテムで横スマッシュ攻撃を放つ際に攻撃ボタンを押し続けることで2段攻撃になるという特徴がある。
大乱闘スマッシュブラザーズX
『初代』同様に隠しキャラクターとして登場。
本作以降、ブラッド ファルコンおよびアニメ後半でキャプテン・ファルコンも首にかけていた黄色のマフラーを身につけている。
走行速度は『DX』までは全キャラクター中1位であったが、セガからのゲストキャラクターである『ソニックシリーズ』の ソニック参戦により全キャラクター中2位になった。
追加された強力な必殺ワザ「最後の切りふだ」は「ブルーファルコン」。呼び出したブルーファルコンを相手に当てて強制的に謎のF-ZEROコースに引き込み、ブルーファルコンに乗って体当たりするという、ファルコンにとっては原作要素が組み込まれた唯一のワザとなった。なお、上述のようにシリーズ第1作目でしか声の収録を行っていないため、「最後の切りふだ」使用時のボイスは未使用の収録済み音声を使用したものである。
アドベンチャーモード『亜空の使者』では中盤に登場、ピクミンを率いるキャプテン・オリマーと行動を共にする。この登場の際、アニメ版のようにマシンから飛び出しファルコンパンチによりロボットアタッカーを撃破するが、その直後オリマーの引き連れていたピクミンもほぼ全滅させてしまうというギャグが入る。今作では、ファルコンフライヤーが亜空間爆弾工場から脱出する時や（この時、追跡してくるメタリドリーと機上で対決）、亜空間に突入する時に使用されるなど、これまでにない活躍を見せている。
大乱闘スマッシュブラザーズ for Nintendo 3DS / Wii U
初期キャラクターとして登場。
「最後の切りふだ」演出中に初代『F-ZERO』のスタート時の効果音が鳴るようになった。
全キャラクターのカラーリングが8種類になったことに伴い、金色、藍色のカラーが追加されている。
上述した接近武器のアイテムを使った2段攻撃の仕様はこの作品から撤廃された。
大乱闘スマッシュブラザーズ SPECIAL
横スマッシュ攻撃のモーションが肘打ちから裏拳に変更された。
また、「最後の切りふだ」のブルーファルコンの際、アニメ版のブーストファイアのように機体から炎の翼のようなもの（ただしアニメ版とは異なり青ではなく赤色）を発しながら突撃していくという演出になった。
この作品でも音声は第1作目のバンク音声の流用であるが、追加ファイターである『ARMS』からのミェンミェンの参戦ムービー「ラーメン大好き娘さん」において20年以上ぶりに堀川によるファルコンの音声収録が行われた。

## 所有マシン

### ブルーファルコン (BLUE FALCON)
F-ZEROマシン。製作：不明、エンジン：BF2003×4、重量：1260kg（ゲーム版『ファルコン伝説』では1280kg）、性能評価：B/C/B、No.7（『CLIMAX』ではこれとは別に重量1380kg、性能評価：B/B/Cとなっている『ブルーファルコン2』が隠し機体として登場する）。性能的には癖がなく扱いやすいが、その反面特徴が出にくく、ストレートにプレイヤーの技量が問われるマシンである。GBA版『ファルコン伝説』のみ、最高速度がやや低めに設定されている代わりに、ダッシュプレート通過後やブースト使用後は減速しにくくなったため、スピードが若干速めになっている。アニメ版『ファルコン伝説』において機体ナンバーの由来はラッキーセブンの「7」とされている。
前述のように『大乱闘スマッシュブラザーズシリーズ』では、キャプテン・ファルコンの「最後の切りふだ」として登場。また、その他の任天堂作品にもしばしば登場している。
- 『スーパーマリオRPG』ではヒノマートという場所に、サムライ ゴローの搭乗マシン「ファイアスティングレイ」と、『スターフォックス』シリーズに登場するアーウィンと共に模型として飾られている。
- 『おいでよ どうぶつの森』では通常プレイでは手に入らない配信専用アイテムとして、ブルーファルコンの模型が配信されたことがある。続編『とびだせ どうぶつの森』ではゲーム中で行えるおみくじの景品として同様のアイテムが登場。
- 『マリオカートWii』では、同名の小型カートが隠しカートとして登場。車輪で走行するものの形状は本物とほぼ同じである。また、ゲームシステムの関係上、使用キャラクターによって車体のカラーリングが異なる[注 7]。小型カートの中で最高速はトップクラスだが、その他の能力が全面的に低いという特徴がある。『マリオカート8』では、有料DLCで配信されるマシンのひとつとして登場。反重力時ではトップクラスの性能となっている。
- 『Nintendo Land』では、『F-ZERO』シリーズをモデルとしたアトラクション「キャプテン・ファルコンのツイスターレース」でぜんまいの付いたブルーファルコン型のカートにプレイヤーのMiiが乗りん込んでプレイする。

### ファルコンフライヤー
ファルコンが所有する宇宙船。『F-ZERO』本編では、初代『F-ZERO』の取扱説明書に載っている漫画『F-ZERO THE STORY OF CAPTAIN FALCON』のみの登場であり、『大乱闘スマッシュブラザーズ』シリーズでの出番の方が圧倒的に多い。中でも『X』のアドベンチャーモード『亜空の使者』では大きな活躍を見せた。
アニメ版『ファルコン伝説』ではデザインが一新されており、ブルーファルコンを頭部に合体させることでさらに性能を上げることができる。内部はとても広く、バーカウンターが設置されているとのこと。

## その他
- 『星のカービィ スーパーデラックス』のゲームモード『洞窟大作戦』では、手に入る宝物の1つとして「ファルコンメット」というキャプテン・ファルコンが普段被っているヘルメットが登場している。リメイク版である『星のカービィ ウルトラスーパーデラックス』でも同様に登場。
- 発売前後の『ニンテンドーDSi』のテレビCMにうごくメモ帳で描かれたキャプテン・ファルコンが登場している。
- アメリカ合衆国第44代大統領であるバラク・オバマが本キャラクターを気に入っており、実際に「大乱闘スマッシュブラザーズシリーズ」で使用したことがあると2023年8月にIGNから報じられた[7]。
- Xにて、2015年4月から「ファルコン・ランチ」[注 8]とつぶやきながら毎日昼食の写真をアップロードするという、本キャラクターのパロディである日本語アカウントが存在する[8]。アカウントの運営はウェブメディア「オモコロ」のライターである宮本牛乳[9]。本キャラクターをデザインした今村孝矢にも当該アカウントは認知されており、今村自身もX上で、このパロディアカウントのパロディ投稿を行ったことがある[10][11]。

### amiibo
- 2014年12月6日に『大乱闘スマッシュブラザーズシリーズ』のamiiboが発売された。
  - 『マリオカート8』のMiiコスチュームに対応。
  - 『エースコンバット3D クロスランブル』ではスペシャルコラボ機体に対応。

## トリビア

### キャラクターデザインのモデル、素顔の元ネタ
- キャプテン・ファルコンの生みの親である今村孝矢は、かつて自身が運営していたサイト「にがおえ道（旧名・似顔絵堂）」と「にがおえ道ブログ」にて、自身は映画マニアであり映画「007シリーズ」の主人公『ジェームズ・ボンド』のファンであることを公言しており、F-ZEROシリーズ作中には様々な映画や007を元ネタとしたオマージュが盛り込まれている。そのことからキャプテン・ファルコンの素顔のモデルは「ジェームズ・ボンドを演じる俳優ティモシー・ダルトン」であることが判明している。「F-ZEROシリーズ」および「大乱闘スマッシュブラザーズシリーズ」には以下のようなティモシー・ダルトン関連からのオマージュが盛り込まれている。

- 『F-ZERO GX』に登場するピコの隠しムービーのタイトルに、ティモシーダルトン主演『007/消されたライセンス』の原題名である『LICENSE TO KILL』のワードが入っている。

- ファルコンのマシンである「ブルーファルコン」のマシンナンバー「07」は007の7から来ている。『F-ZERO X』のブルーファルコン機体の7と『スマブラDX』および『F-ZERO GX』のキャプテン・ファルコンの背中にあるマークの7部分は、007のタイトルロゴの7の形に似せている（背中のマークは『スマブラX』から7部分の形が少し変更され、『スマブラforWiiU/3DS』からは形が大幅に変更されている）。『スマブラDX』のファルコンのフィギュアにあるブルーファルコンと、『F-ZERO X』のアートワークのブルーファルコン機体には「F-007」とあり、007を強調している。『ファルコン伝説カードe+』カードダス版キャプテン・ファルコンのカードに記されているカードIDにも「007」の数字がある。